# شهرستان مونتگومری (ویرجینیا)
شهرستان مونتگومری، ویرجینیا (به انگلیسی: Montgomery County, Virginia) یک سکونتگاه مسکونی در ایالات متحده آمریکا است که در ویرجینیا واقع شده‌است.

## خصوصیات
شهرستان مونتگومری ۱٬۰۰۷٫۵۱ کیلومترمربع مساحت دارد.